# Hapsatou Sy
Pour les articles homonymes, voir Sy.
Hapsatou Sy, née le 10 avril 1981 à Sèvres, est une entrepreneuse, animatrice et chroniqueuse de télévision française.

## Biographie

### Enfance et études
Elle passe son enfance à Chaville, dans les Hauts-de-Seine, au sein d'une famille de sept frères et sœurs et de parents peuls, le père originaire d'Orkadiere au Sénégal et la mère de Wali Djantang en Mauritanie, situé à 10 km sur l'autre rive du fleuve Sénégal. Elle obtient un BTS de commerce international et part ensuite faire un stage de fin d'études à New York où elle s'initie à l'entrepreneuriat. Elle poursuit également une formation au diplôme d'études supérieures économiques (DESE) commerce et affaires nationales au CNAM. Elle dit avoir toujours rêvé de devenir femme d'affaires.

### Carrière

#### Entrepreneuse
À l'âge de 24 ans, Hapsatou Sy crée Ethnicia, un concept d'espaces de beauté et ouvre, en 2005, son premier salon sur l'île Saint-Louis à Paris. En 2007, elle remporte le 2e prix du concours Grand prix jeunes créateurs organisé par le groupe Unibail-Rodamco. Hapsatou Sy rencontre le président de la République Nicolas Sarkozy en 2011, afin d'échanger sur l'entrepreneuriat au féminin. La même année, elle est sélectionnée pour représenter l'entrepreneuriat français au G20 Yes. Elle sera également nommée Rising Talent lors du Women's Forum de Deauville en 2010. Son réseau d’espaces de beauté se développe jusqu'au 25 septembre 2013 où, en raison de difficultés financières, il est mis en liquidation judiciaire,,. Trois franchisées saisissent alors les Prud'hommes et portent plainte pour « escroquerie et abus de confiance ».
La plainte sera classée sans suite. Dans la même procédure, 3 franchises seront mis en examen pour diffamation.
En juin 2014, Hapsatou Sy lance sa première collection de prêt à porter nommée 'antiKOD', cosignée avec cinq stylistes.
Dans l'édition 2013 du Choiseul 100, qui regroupe les leaders économiques de demain et qui est le résultat d'une recherche empirique sur la détection des jeunes dirigeants et des cadres à très haut potentiel, elle occupe la 78e place.
Elle fonde en 2015 Atypic Africa Group, une société engagée dans la création d'emplois, la protection de l'environnement, le développement de la bio-industrie, ainsi que la valorisation des richesses naturelles, de la biodiversité et des artisans à travers le monde.
Elle publie en avril 2017 aux éditions Dunod son premier livre, Partie de rien, témoignage sur son parcours d’entrepreneuse.
Depuis 2018, elle est membre du Grand prix Sociétal organisé par la Fondation Charles Defforey - Institut de France.
En 2021, Hapsatou Sy est nommée conseillère royale des Émirats Arabes Unis.
En 2022, elle devient Président de la filiale Afrique du groupe Greentech, qui développe et produit pour la cosmétique, la pharmacie et la nutraceutique des ingrédients actifs de haute technologie, issus des mondes végétaux, marins et microbiens.
En juillet 2023, elle devient ambassadrice du Programme national d'appui à la Valorisation des Ressources et Potentialités des Territoires (PAVART) mis en place par Macky Sall, président de la République du Sénégal.
Du fait de graves fautes de gestion, Hapsatou Sy est cependant placée en 2024 en faillite personnelle par le tribunal de commerce de Nanterre avec un passif estimé à environ 600 000 euros. Cette condamnation s'accompagne d’une interdiction de gestion de société durant 10 ans,,. La Cour d’appel de Versailles suspend le 15 août l’exécution provisoire de la décision du tribunal de commerce de Nanterre. Hapsatou Sy retrouve ainsi ses droits de gérer ses sociétés, la faillite personnelle est suspendue. 
En mai 2025, elle porte plainte contre X suite à une "agression raciste" qu’elle aurait subie avec ses enfants au Jardin d’acclimatation à Paris.

#### Chroniqueuse et animatrice de télévision
En mai-juin 2012, elle est l'un des quatre membres du jury de cinq numéros de l'émission L'Inventeur 2012 présentée par Alex Goude et Sandrine Corman le lundi en première partie de soirée sur M6.
Entre octobre 2012 et juin 2016, sur D8, elle est chroniqueuse dans l'émission quotidienne Le Grand 8 retransmise en direct le matin et présentée par Laurence Ferrari, aux côtés de Roselyne Bachelot (présentatrice occasionnelle et chroniqueuse), Audrey Pulvar (remplacée la dernière saison par Aïda Touihri), Élisabeth Bost et Myriam Weill (occasionnellement). De mars à avril 2015, elle présente Projet Fashion en deuxième partie de soirée sur la même chaine. L'émission est basée sur un concours de créateurs, qui est l'adaptation française du jeu Project Runaway.
Depuis mars 2017, elle présente l’émission Afrique Investigation sur Canal+ Afrique.
En septembre 2017, elle intègre l'équipe des chroniqueurs de l'émission Les Terriens du dimanche ! de Thierry Ardisson sur C8.
À l'automne 2017, elle participe à la huitième saison de l'émission Danse avec les stars sur TF1, aux côtés du danseur professionnel Jordan Mouillerac, et termine neuvième de la compétition. Son compagnon Vincent Cerutti est lui aussi candidat de l'émission. Au moment de sa participation, elle est la cible sur les réseaux sociaux de nombreuses injures racistes, dont certaines visent également son enfant.
Depuis avril 2018, elle participe occasionnellement au jeu Tout le monde a son mot à dire sur France 2, en faisant partie de l'équipe d'un des candidats.
En octobre 2018, elle quitte Les Terriens du dimanche ! à la suite de la polémique survenue lors du numéro du 16 septembre, mais reste sur C8. Le 9 novembre 2018 elle devient l'une des intervenantes du talk-show Balance ton post ! diffusé en direct en deuxième partie de soirée et présentée par Cyril Hanouna. Elle y participe jusqu'en janvier 2019.
En 2020, elle est candidate aux Reines du shopping sur M6 face à Julie Zenatti, Emmanuelle Rivassoux, Roselyne Bachelot et Julia Vignali (semaine qui a pour thème « Misez sur une pièce métallisée »). Elle y défend l'association APIPD et est aidée lors de son shopping par son compagnon Vincent Cerruti. Elle remporte l’édition avec un 10 de Cristina Cordula. Elle partage le prix avec les autres candidates.
En 2020, elle lance ses propres émissions sur le digital et notamment sur YouTube, avec près de 100 000 abonnés.

#### Polémique avec Éric Zemmour et Thierry Ardisson
En septembre 2018, Hapsatou Sy a un échange tendu avec Éric Zemmour sur le plateau des Terriens du dimanche ! dans laquelle elle est chroniqueuse. Pendant cette émission, enregistrée le 13 septembre et diffusée le 16, Éric Zemmour affirme que « [la mère d'Hapsatou Sy] a eu tort de l’appeler par ce prénom » et que « plutôt que Hapsatou, elle aurait mieux fait de l’appeler Corinne. Ça vous irait très bien ! ». La suite de leur échange est coupée au montage car selon le producteur de l'émission « Éric Zemmour flirtait avec la ligne jaune, il y avait un fort risque de condamnation juridique ». Le 18 septembre, Hapsatou Sy publie sur Instagram la suite de l'échange, filmée clandestinement sur l'écran de contrôle de sa loge. Dans cet extrait, on l'entend dire : « Pour moi qui aime ma France, que j’aime ce pays, que ça vous plaise ou ça vous déplaise, je trouve que ce que vous venez de dire n’est pas une insulte à mon égard, c’est une insulte à la France », tandis qu'Éric Zemmour répond : « C’est votre prénom qui est une insulte à la France. La France n’est pas une terre vierge. C’est une terre avec une histoire, avec un passé. Et les prénoms incarnent l’histoire de la France ». Après avoir demandé une « sanction exemplaire » contre Éric Zemmour, Hapsatou Sy lance une pétition en ligne visant à « interdire de médias les personnes portant des messages d'incitation à la haine ». En quelques jours, cette pétition recueille plus de 200 000 signatures.
Une autre polémique, concernant les rapports d'Hapsatou Sy avec son employeur, vient se greffer sur celle qui entoure son échange avec Éric Zemmour. Deux jours après la diffusion de l'émission, Thierry Ardisson déplore que sa chroniqueuse viole le devoir de réserve prévu dans son contrat et « s'étale sur Twitter pour faire un bad buzz qui est complètement nul ».
De nombreux médias français reviennent sur la polémique ayant opposé Hapsatou Sy et Éric Zemmour, qui prend l'allure d'un « débat national »,.
Le 24 septembre, Hapsatou Sy reçoit la presse pour affirmer qu'elle n'a pas prémédité le scandale et qu'elle envisage toujours de porter l'affaire devant la justice, tout en se prévalant d'un soutien absolu de la part de la chaîne. Elle prend pour avocat Éric Dupond-Moretti. Le lendemain, C8 annonce que Hapsatou Sy ne reviendra pas dans Les Terriens du dimanche ! ; la chaîne maintient sa confiance à la chroniqueuse et réfléchit avec elle à de nouveaux projets. Le 9 octobre, Hapsatou Sy et son avocat annoncent leur intention de déposer plainte contre Éric Zemmour pour injure à caractère racial. Dans les jours qui suivent, Thierry Ardisson déclare qu'il soupçonne Hapsatou Sy d'avoir mis en scène son clash pour faire parler d'elle au moment du lancement de sa chaîne de télé-achat.
En 2019, elle publie Made In France, livre dans lequel elle règle notamment ses comptes dans une vingtaine de pages avec Thierry Ardisson. À la suite de cette publication, l'animateur dépose une plainte pour diffamation publique pour des propos tenus dans le livre. Le 19 octobre 2021, la 17e chambre correctionnelle du tribunal judiciaire de Paris donne raison à Thierry Ardisson et reconnaît l'auteure et son éditeur coupables de diffamation sur l’un des griefs. Les trois autres ne seront pas retenus comme diffamatoires.  Le jugement est définitif[réf. nécessaire].

#### Départ de Canal +
Fin août 2021, Hapsatou Sy annonce son départ du groupe Canal + qu'elle accuse de soutenir Éric Zemmour en étant le relais de « certaines thèses extrêmes »,. Dans un communiqué, elle déplore : « Je n’arrive d’ailleurs pas à comprendre le fait qu’un groupe comme celui de Bolloré fortement enraciné dans le paysage économique africain continue de se compromettre avec cette tendance qui va à l’encontre de la philosophie d’ouverture et de tolérance du groupe ».

## Vie privée
En 2015, le magazine Voici révèle qu'elle partage sa vie avec le présentateur français Vincent Cerutti. Le 28 avril 2016, elle annonce sa première grossesse. Le 20 septembre 2016, elle donne naissance à une petite fille prénommée Abbie. Le 7 juin 2019, elle annonce sa deuxième grossesse. Le 15 novembre 2019, elle accouche d'un fils prénommé Isaac Haroun Giovanni.

## Télévision

### Animatrice
- 2015 : Projet Fashion sur D8
- 2017 : Afrique Investigation sur Canal+ Afrique
- 2018-2021 : EnQuête d'Afrique sur Canal+ Afrique
- 2020 : TPMP Elles refont la télé sur C8
- 2021 : TPMP ! Ouvert à tous sur C8
- 2021 : Secrets de conso sur RMC Story

### Chroniqueuse
- 2012-2016 : Le Grand 8 sur D8
- 2014 : Un soir à la tour Eiffel sur France 2
- 2017-2018 : Les Terriens du dimanche ! sur C8
- 2018-2019 : Balance ton post ! sur C8

### Participante
- 2012 : L'Inventeur 2012 sur M6 : jurée
- 2015, 2017 et 2018 : Le Grand Concours des animateurs sur TF1
- 2017 : Fort Boyard sur France 2
- 2017 : Danse avec les stars sur TF1[41]
- 2018-2019 : Tout le monde a son mot à dire sur France 2
- 2020 : Les Reines du shopping (Spéciale Célébrités) sur M6

## Filmographie
Sauf indication contraire, les informations mentionnées dans cette section peuvent être confirmées par la base de données cinématographiques IMDb,  présente dans la section « Liens externes ».
- 2018 : 50 Nuances de Grecs (série d'animation), épisode Make Mythology Grecque Again! : Isis (voix)

## Publications
- Partie de rien, Malakoff, éditions Dunod, 5 avril 2017, 192 p. (ISBN 978-2-10-076196-8)
- Made in France, Hugo Doc, coll. « Documents », mai 2019, 196 p. (ISBN 978-2755640892)

## Distinctions
- 2007 : 2e prix du concours « grand prix jeunes créateurs » organisé par le groupe Unibail-Rodamco
- 2011 : prix Trofémina dans la catégorie « Business ».
- 2010 : « Rising Talent » au Women's forum de Deauville
- 2024 : Prix de l’Excellence Artisanale aux "Bravo Awards"